# Eduard Limónov
Eduard Limónov (en ruso: Эдуа́рд Лимо́нов; su nombre real fue Eduard Veniamínovich Savenko, en ruso: Эдуа́рд Вениами́нович Саве́нко; Dzerzhinsk, 22 de febrero de 1943-Moscú, 17 de marzo de 2020) fue un escritor y político ruso, fundador y líder del ilegalizado (2005) y posteriormente autodisuelto (2010) Partido Nacional Bolchevique. Presidente de La Otra Rusia, que reemplazó al PNB.
Limónov ha sido calificado como «el más escandaloso de los escritores rusos vivientes y uno de los más importantes novelistas de la Rusia contemporánea»; numerosos escritores jóvenes lo consideran su maestro.

## Biografía
Limónov nació en Dzerzhinsk, una ciudad industrial a orillas del río Oká, próxima a la ciudad de Nizhny Nóvgorod (Gorki durante la época soviética), en la familia de un oficial del NKVD. De niño, sus padres se mudaron a Járkov, hoy en Ucrania, donde Limónov se crio. Esos años los describirá en El adolescente Savenko (libro autobiográfico que apareció también bajo el título de Autorretrato de un bandido en su adolescencia). 
En 1967 se mudó con su primera pareja, la pintora expresionista Anna Moiséyevna Rubinshtein a Moscú, donde residiría hasta que dejara el país. Limónov había empezado a escribir poesía desde 1958 y, gracias al samizdat, había adquirido cierta fama en los círculos underground.
Emigró a Nueva York con la poetisa Yelena Shchápova en 1974 (se habían casado oficialmente en 1973; Shchápova escribiría años más tarde el libro Soy yo, Yelena, una especie de respuesta a la famosa obra de Limónov), donde realizó diversos trabajos —desde servir en la casa del millonario Peter Sprague hasta colaborar en revistas rusas— y comenzó a escribir su primera novela, Soy yo, Édichka (en ruso, diminutivo de Eduard), que, terminada en 1979, fue publicada por primera vez al año siguiente en Francia con el título de Le poète russe préfère les grands nègres (El poeta ruso prefiere los negros grandes), en alusión al episodio en que narra su relación homosexual con un negro desconocido. Con esta obra exhibicionista, Limónov "desde el extranjero revolucionó la literatura rusa". Sobre su época neoyorquina escribiría otros dos libros: Historia de su servidor y Diario de un fracasado.
En 1982 se muda a París con la modelo, cantante y escritora Natalia Medvédeva (1958-2003) —con quien se casaría al año siguiente, para terminar separándose en 1995, aunque nunca se divorciaría oficialmente de ella—, y rápidamente se convierte en miembro activo de los círculos literarios franceses. Allí Limónov ya era un poco conocido gracias a la publicación de su primera novela y también del Diario de un fracasado.
En la capital francesa Limónov colabora con diversos periódicos: el comunista L'Humanité, el nacionalista Le Choc du mois y, sobre todo, L'Idiot International, lo que le da una reputación de rojo-pardo, es decir, de fascista y comunista o partidario del nacional-bolchevismo. Durante su colaboración con esta última revista, entabla amistad con diversos escritores como Patrick Besson, Marc-Édouard Nabe, Philippe Sollers o Frédéric Taddeï.
A la caída de la URSS en 1991, Limónov regresa a Rusia, donde se dedicará principalmente a la política. Además de fundar un periódico propio, Limonka, órgano del los nacional-bolcheviques rusos, ha colaborado, escribiendo en inglés, en los periódicos moscovitas anglófonos Living Here y eXile (en París había escrito artículos en francés).
Entre sus numerosos viajes, participó como periodista y como combatiente en los enfrentamientos bélicos en los Balcanes, del lado serbio.
Tuvo dos hijos con su última esposa —la pareja se separó en 2008—, la actriz Yekaterina Vólkova: Bogdán (07.11.2006) y Alexandra (17.07.2008).
Falleció el martes 17 de marzo de 2020 en Moscú.

## Carrera política

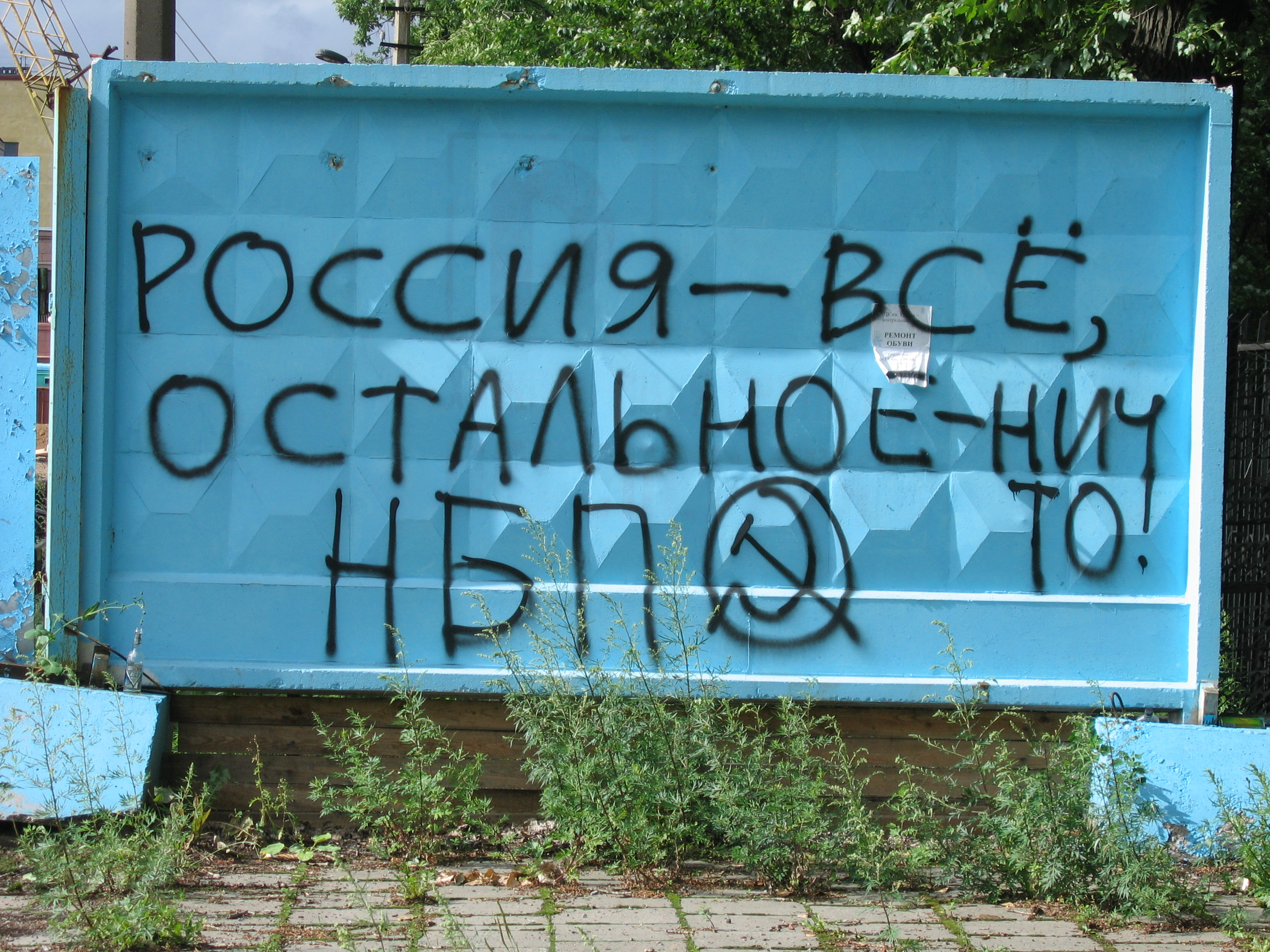
Pintada del NBP: "¡Rusia es todo, el resto no es nada!"

Su actividad política comienza en 1991, cuando Limónov vuelve a Rusia y funda el periódico Limonka (juego de palabras entre esta, que significa granada de mano, su apellido y el ácido limón), que se convertirá en el órgano del pequeño partido extremista que funda, llamado primero Frente Nacional Bolchevique, y después Partido Nacional Bolchevique (NBP). El NBP —que declara como objetivos construir un estado con mayor justicia social, preferiblemente compensando a todas las regiones pobladas por eslavos— aboga por crear un gran imperio que incluya al conjunto de Europa y Rusia, así como la parte noroeste de Asia (Siberia), para ser gobernada bajo dominio ruso. Aunque el grupo nunca logró obtener el estatus oficial de partido político, ha sido muy activo en protestas de diversa índole y se caracterizado por una dura crítica al régimen de Vladímir Putin.
Durante la década de los 90, Limónov apoyó a los serbios de Bosnia en las guerras yugoslavas y llegó a combatir junto a ellos en una patrulla de francotiradores (también se solidarizó con Abjasia y Pridnestrovie en su lucha contra Georgia y Moldavia, respectivamente). La BBC mostró a Limónov con Radovan Karadžić, el expresidente de la República Srpska acusado de crímenes de guerra y de genocidio contra los musulmanes bosníacos. El vídeo contenía imágenes de Limónov disparando un rifle de francotirador desde un tanque hacia la capital bosnia, Sarajevo.
Limónov admiraba a Stalin, Bakunin, Julius Evola y Yukio Mishima, según se puede leer en sus obras. Contó con Alain de Benoist, ideólogo del think tank de la Nueva Derecha, entre sus aliados políticos. Inicialmente fue aliado del nacionalista Vladímir Zhirinovsky, llegando incluso a ser nombrado ministro de Seguridad de un gabinete a la sombra creado por este en 1992. Sin embargo, se cansó pronto de las tácticas políticas de Zhirinovsky y se distanció de él, lo que quedó reflejado en el libro Limónov contra Zhirinovsky.
Su periódico ha sido blanco de demandas, al igual que su partido, que fue finalmente prohibido de forma definitiva en 2007. Numerosos activistas del NBP han sido detenidos y algunos condenados a largos años de prisión tanto en Rusia como en el extranjero (por ejemplo, en la capital de Letonia, Riga, a raíz de la ocupación de la iglesia de San Pedro en noviembre de 2000; una de las acciones más espectaculares fue la realizada en mayo de 2005, cuando dos jóvenes, colgando desde el hoy desaparecido Hotel Rossía, extendieron una pancarta que decía: 'Putin, vete tú mismo).
Limónov fue encarcelado en abril de 2001 acusado de terrorismo, conspiración por la fuerza contra el orden constitucional y tráfico de armas. Basándose en un artículo publicado en Limonka, el gobierno ruso lo acusó de planear una revuelta en el ejército para invadir Kazajistán. Estuvo primero en la cárcel de Lefórtovo y después, a principios de junio de 2002 el Tribunal Supremo, en sesión a puertas cerradas, ordenó trasladar el juicio a Sarátov, uno de cuyos juzgados, tras un año en prisión preventiva, lo sentenció a cuatro años de prisión por la compra de armas, siendo absuelto de los otros cargos. Cumplió dos años más de condena antes de salir en libertad por buena conducta; Limónov aprovechó su privación de libertad para escribir varios libros.
"No he retrocedido ni un milímetro, mis ideas siguen siendo las mismas y por supuesto que seguiré dedicándome a la política", declaró Limónov al salir de la cárcel.
El Partido Nacional Bolchevique fue ilegalizado por primera vez en junio de 2005, acusado de promover actos vandálicos, pero a los dos meses pudo retomar sus actividades.

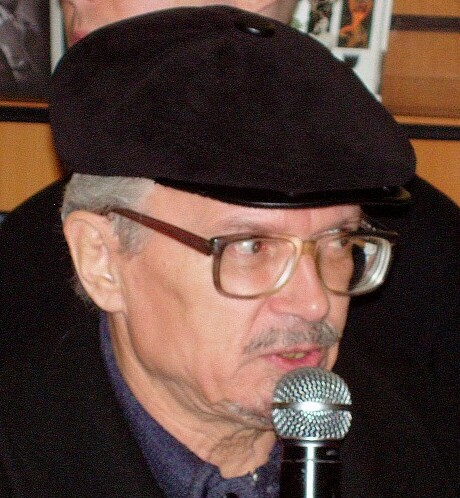
Limónov presentando un libro, en diciembre de 2008

Limónov participó en prácticamente todas las marchas de protestas contra los gobiernos de Dmitri Medvédev y Putin, y fue detenido en numerosas ocasiones. La primera vez en que no fue arrestado en un mitin fue el 31 de mayo de 2010 en la tradicional manifestación de los días 31 en favor de la libertad de reunión, garantizado teóricamente por el artículo 31 de la Constitución rusa.

## Obras sobre Limónov
Aleksandr Veledinski rodó en 2004 la película Rússkoe (Ruso), basada en obras de Limónov y premiada en el Festival de Víborg Ventana a Europa.
El francés Emmanuel Carrère ha escrito una voluminosa biografía de Limónov, galardonada con el Premio Renaudot (2011), el Premio de la Lengua Francesa (2011) y el Prix des prix littéraires (2011). 
El 19 de mayo de 2024, se estrenó en el festival de Cannes la película Limónov dirida por Kiril Serébrennikov, basada en la biografía de Emmanuel Carrère, que hace un breve cameo en la película.

## Obras
(Las traducciones de los títulos se dan entre paréntesis, literalmente; y separadas con un guion cuando hay edición en español)
- Мы — национальный герой (Nosotros somos el héroe nacional), poesía, 1977
- Русское (Lo ruso), poesía, 1979
- Это я, Эдичка, novela, 1979 — Soy yo, Édichka, trad.: Ana Guelbenzu; Marbot, 2014. ISBN 978-84-92728-46-6[15] (publicada por primera vez en 1980, en Francia, bajo el título de Le poète russe préfère les grands nègres; alemán apareció como Fuck off, Amerika y en inglés, It's me, Eddie)
- История его слуги, novela, publicada por primera vez 1981, en Francia — Historia de un servidor, trad.: Víctor Luis Gómez Salvador y Marina Lysenko; Ediciones del Oriente y del Mediterráneo, Guadarrama, 1991. ISBN 84-87198-08-2, ISBN 978-84-87198-08-3
- Дневник неудачника (Diario de un fracasado), también publicada con el título de Секретная тетрадь (El cuaderno secreto), 1982
- Подросток Савенко (El adolescente Savenko), también publicada con el título de Автопортрет бандита в отрочестве (Autorretrato de un bandido en su adolescencia), 1983 (salió en inglés como Memoir of a Russian Punk)
- Чужой в незнакомом городе (Extraño en una ciudad desconocida), 1985
- Укрощение тигра в Париже (Domeñar a un tigre en París), 1985
- Молодой негодяй, 1986 — Historia de un granuja, Ediciones del Oriente y del Mediterráneo, Guadarrama, 1993. ISBN 84-87198-16-3, ISBN 978-84-87198-16-8 (Le petit salaud, en francés; A Young Scoundrel, en inglés)
- Палач (Verdugo), 1986 (Oscar et les femmes, en francés)
- У нас была великая эпоха (Tuvimos una gran época), 1987 (La grande époque, en francés)
- Коньяк "Наполеон" (Coñac Napoleón), 1990
- Иностранец в смутное время (El extranjero en la época de las revueltas), 1992 (L'étranger dans sa ville natale, en francés)
- Великая мать любви (La gran madre del amor), 1994
- Смерть современных героев (La muerte de los héroes contemporáneos), 1994 (Mort des héros modernes, en francés)
- Убийство часового (El asesinato del centinela), 1994 (La sentinelle assassinée: journal dissonant, en francés)
- Исчезновение варваров (La desaparición de los bárbaros), 1993
- Лимонов против Жириновского (Limónov contra Zhirinovsky), 1994
- Мой отрицательный герой (Mi héroe negativo), 1995
- Анатомия героя (Anatomía de un héroe), 1997
- Американские каникулы (Vacaciones estadounidenses), 1999
- Охота на Быкова: расследование Эдуарда Лимонова (La caza de Býkov: una investigación de Eduard Limónov), 2001
- Книга мёртвых (El libro de los muertos), 2001
- В плену у мертвецов (Prisionero de los muertos), 2002
- Книга воды, 2002 -El libro de las aguas, Fulgencio Pimentel, 2019, ISBN 978-84-17617-07-3
- Дисциплинарный санаторий (Un sanatorio disciplinario), 2002 (Le grand hospice occidental, en francés) traduit
- Моя политическая биография (Mi biografía política), 2002
- Девочка-Зверь (La niña-bestia), 2002
- Смерть в автозаке (Muerte en el vehículo de prisioneros), publicado también como Бутырская-сортировочная (La cárcel de Butyrka), 2003
- 316, пункт „В“ (316, punto 'B'), 2003
- Контрольный выстрел (Tiro de gracia), 2003
- Другая Россия (La otra Rusia), 2003 (en inglés: The Other Russia)[16]
- Русское. Стихотворения (Lo ruso. Poemas), 2003
- Русское психо (Sicópata ruso), 2003
- Священные монстры (Monstruos sagrados), 2004
- По тюрьмам (Por las cárceles), 2004 (Mes prisons, en francés)
- Торжество метафизики (El triunfo de la metafísica), 2005
- Настя и Наташа (Nastia y Natasha), 2005
- Лимонов против Путина (Limónov contra Putin), 2006  (Limonov vs. Putin, en inglés)[17]
- Ноль часов (Cero horas), 2006
- Смрт (Muerte), 2008
- Ереси (Herejías), 2008
- Дети гламурного рая (Los hijos del paraíso glamuroso), 2008
- Последние дни супермена (Los últimos días de Supermán), 2008
- Мальчик, беги (Niño, ¡corre!), poemas, 2009
- Некрологи. Книга мёртвых-2» (Necrologías. El libro de los muertos-2),  2010
- А старый пират… (Pero el viejo pirata...), 2010
- К Фифи (A Fifí), 2011
- В Сырах, роман в промзоне (En Syraj, una novela en una zona industrial), 2012
- Illuminationes, 2012
- Атилло Длиннозубое (Atilo Dientelargo), 2012
- Проповеди. Против власти и продажной оппозиции (Sermones. Contra el poder y la oposición vendida), 2013
- Апология чукчей (Apología de los chukchi), 2013
- СССР — наш Древний Рим (URSS, nuestra Antigua Roma), 2014
- Титаны (Titanes), 2014
- Дед (El abuelo), 2014
- Киев капут. Яростная книга (Kiev kaput. Un libro furioso), 2015